# Ліга чемпіонів УЄФА (серія відеоігор)
Ліга чемпіонів УЄФА — ліцензія, яка дозволяє використовувати цей футбольний турнір у відеоіграх, і яка, внаслідок великої кількості фанатів та популярності турніру, була використана чотирма різними компаніями. Перша гра була випущена у 1996 році. Ліцензія по черзі належала компаніям Krisalis Software, Silicon Dreams, Konami та EA Sports відповідно. Серія налічує п'ять випущених ігор. Наразі ліцензією володіє EA Sports.

## Krisalis (1996-1998)
Компанія Krisalis, відома в минулому створенням футбольних відеоігор, включаючи випуск у 1992 році European Club Soccer, що була побудована на старому форматі гри -  турніру на вибування. З офіційним брендом Ліги чемпіонів, Krisalis працював на 3D-рушії, обладнаному тактичною схемою та геймплеєм своїх старих ігор. Гра включала  усі 16 команд, які брали участь у розіграші Ліги чемпіонів сезону 1996/1997 та були розподілені на відповідні групи, а також національні збірні команди. Лише назва була створена фірмою Philips Media.

## Silicon Dreams (1998-2002)
Компанія Silicon Dreams, яка також розробила серію ігор The World League Soccer, випускала відеогру під такими назвами: "Сезон 98-99", "Сезон 1999-2000", "Сезон 2000-2001" і "Сезон 2001-2002". Ці ігри, в основному, були призначені для використання на PlayStation, але релізи для ПК також існували. Національні збірні команди були замінені всіма фіналістами турніру, починаючи з 1960 року. Перші дві гри були випущені Eidos Interactive, в той час як останні дві були випущені Take-Two Interactive.

## EA Sports(2002-2008-2009,2019-2020)
У листопаді 2002 року, Electronic Arts анонсувала укладення угоди про володіння ліцензією, і подальший розвиток гри, яка була випущена перед другим туром футбольного сезону 2004-05. Гра використовує той же рушій, що й симулятор FIFA, і є четвертим ліцензованим  футбольним симулятором, випущеним EA.
Гра "Ліга чемпіонів УЄФА 2004-2005" надійшла в продаж в 2004 році і включала багато ліцензованих європейських ліг, ліцензовані стадіони (в тому числі Стемфорд Брідж і Енфілд), а також ліцензованих гравців. Коментаторами гри стали Енді Грей і Клайв Тілдеслі, а графіка та геймплей були взяті з FIFA 2005. Режим кар'єри було розроблено у вигляді гри, де гравець повинен виграти Лігу Чемпіонів за різними сценаріями. EA Sports Talk Radio, яке було включене в режим кар'єри, озвучене голосами екс-футболіста Тоні Каскаріно та його колишнього партнера на радіо  TalkSport, Патріка Кінгхорна.
Гра "Ліга чемпіонів УЄФА 2006-2007" була випущена EA Sports 23 березня 2007. Існує чотири версії цієї гри - для PS2, для PSP, для ПК і для Xbox 360. Режими гри у PS2, PSP і Xbox 360 різняться. PSP, PS2 і ПК версії були розроблені компанією HB Studios в той час як версія для Xbox 360, була розроблена EA Canada.

## Konami(2003, 2005, 2009-2018)
Оскільки у сезонах 2003-04 і 2005-06 права на ліцензійне використання Ліги чемпіонів УЄФА не належали нікому, компанія Konami скористалась цим і включила м'яч "Adidas Finale" до ігор "Pro Evolution Soccer 3" і "Pro Evolution Soccer 5" відповідно.
9 листопада 2008, компанія Konami офіційно заявила, про укладення чотирирічного контракту і одержання прав на ліцензійне використання Ліги чемпіонів УЄФА, починаючи з "Pro Evolution Soccer 2009" і закінчуючи "Pro Evolution Soccer 2012". Угода дозволила Konami використовувати дані Ліги чемпіонів УЄФА в окремому ігровому режимі.
У 2012 році Konami продовжила контракт ще на 1 рік, для того щоб включити Лігу чемпіонів УЄФА у "Pro Evolution Soccer 2013".
У серпні 2013 року, компаніяKonami підтвердила, що Ліга чемпіонів УЄФА також буде представлена і у PES 2014 .
А також Konami мала ліцензію на серію ігор PES 2015 - PES 2018.